# الصيانة الدورية (سيارة)

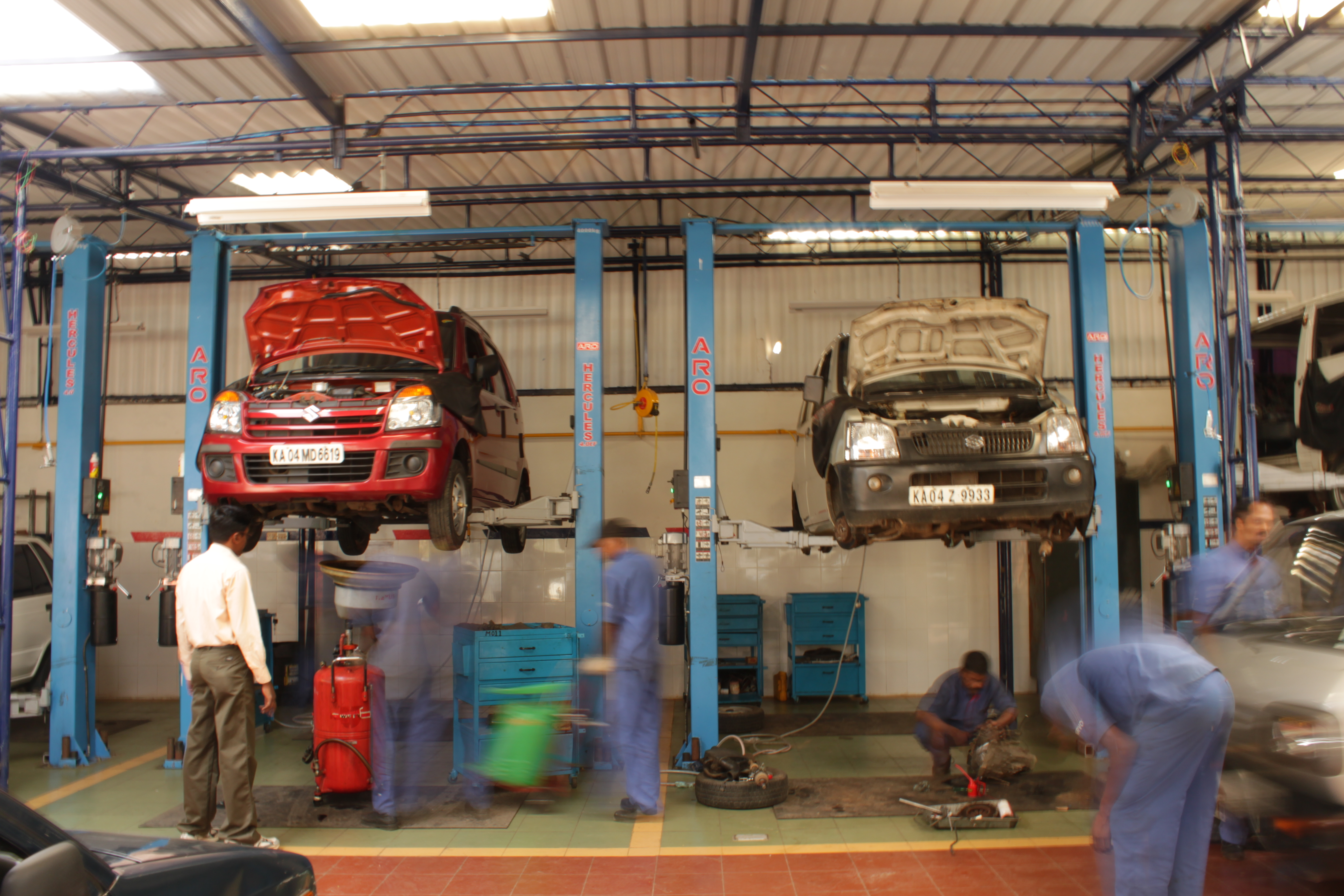
محطة خدمة السيارات في بنغالور

الصيانة الدورية هي سلسلة من إجراءات الصيانة يتم تنفيذها في فترة زمنية محددة أو بعد أن تقطع المركبة مسافة معينة. تحدد الشركة المصنعة للسيارة فترات الصيانة في دفتر الصيانة للمحافظة علي محركات السيارة كما يجب.

وعادة ما يتم تسجيل الخدمات المقدمة المكتملة في دفتر الصيانة الموجود مع السيارة عند الانتهاء من كل خدمة صيانة.

## أهم أعمال الصيانة المعروفة
هذه قائمة بأهم أعمال الصيانة الشائعة في العالم عند تقديم خدمة صيانة السيارة:
- تغيير زيت المحرك [1]
- استبدال مرشح الزيت
- استبدال مرشح الهواء
- استبدال فلتر الوقود
- استبدال مرشح التكييف
- استبدال شمعات الإشعال
- فحص مستوى وإعادة تعبئة سائل الفرامل
- التحقق من تيل الفرامل / البطانات وأقراص الفرامل / الأسطوانات واستبدالها إذا كانت تالفة
- فحص خراطيم سائل التبريد
- التحقق من أنظمة شحن البطارية
- فحص البطارية
- التحقق من مستوى وإعادة تعبئة سائل التوجيه المعزز
- التحقق من مستوى وإعادة تعبئة سائل ناقل الحركة الأوتوماتيكي أو اليدوي
- التحقق من حالة الإطارات
- تدوير الإطارات
- التحقق من التشغيل السليم لجميع المصابيح والمساحات وما إلى ذلك.
- التحقق من وجود أي رموز خطأ في وحدة التحكم الإلكترونية واتخاذ الإجراءات التصحيحية.